# 平陵 (南吳)
平陵，是中国五代十国杨吴皇帝楊溥的陵墓。
天祚三年（937年）十月乙酉，杨溥让位予徐知诰，南吴亡。杨溥被徐知诰安置于江都宫殿居住。昇元二年（938年）十一月，杨溥暴卒，终年三十八岁。徐知诰废朝二十七日，追谥杨溥为睿皇帝。陵墓号为平陵。昇元四年（940年），杨溥的长子杨琏从平陵回京的时候，在船里大醉暴亡。平陵地望不详，应在杨溥父杨行密墓附近。